# Epigenómica
La epigenómica es el estudio del conjunto completo de modificaciones epigenéticas sobre el material genético de una célula, conocido como epigenoma. El campo es análogo a la genómica y la proteómica, que son el estudio del genoma y proteoma de una célula.   Las modificaciones epigenéticas son modificaciones reversibles en el ADN o en las histonas de una célula que afectan la expresión genética sin alterar la secuencia del ADN. El mantenimiento epigenómico es un proceso continuo y juega un papel importante en la estabilidad de los genomas eucariotas al participar en mecanismos biológicos cruciales como la reparación del ADN. Se dice que las flavonas vegetales inhiben las marcas epigenómicas que causan cáncer. Dos de las modificaciones epigenéticas más caracterizadas son la metilación del ADN y la modificación de histonas. Las modificaciones epigenéticas desempeñan un papel importante en la expresión y regulación genética y están implicadas en numerosos procesos celulares, como la diferenciación/desarrollo y la tumorigénesis.  El estudio de la epigenética a nivel global ha sido posible solo recientemente gracias a la adaptación de ensayos genómicos de alto rendimiento.

## Introducción a la epigenética
Los mecanismos que rigen la plasticidad fenotípica, o la capacidad de una célula para cambiar su estado en respuesta a estímulos, han sido objeto de investigación durante mucho tiempo. El dogma central tradicional de la biología establece que el ADN de una célula se transcribe a ARN, que se traduce en proteínas, que realizan procesos y funciones celulares. Sin embargo, existe una paradoja en el sentido de que las células exhiben respuestas diversas a estímulos variables y que las células que comparten conjuntos idénticos de ADN, como en los organismos multicelulares, pueden tener una variedad de funciones y fenotipos distintos. Las opiniones clásicas han atribuido la variación fenotípica a diferencias en la estructura primaria del ADN, ya sea a través de una mutación aberrante o de una secuencia alélica heredada. Sin embargo, si bien esto explica algunos aspectos de la variación, no explica cuán estrechamente coordinadas y reguladas se llevan a cabo las respuestas celulares, como la diferenciación.
Una fuente más probable de plasticidad celular es a través de la regulación de la expresión genética, de modo que si bien dos células pueden tener un ADN casi idéntico, la expresión diferencial de ciertos genes da como resultado una variación. Las investigaciones han demostrado que las células son capaces de regular la expresión genética en varias etapas: transcripción, procesamiento y transporte del ARNm, así como en la traducción de proteínas, el procesamiento postraduccional y la degradación. Las proteínas reguladoras que se unen al ADN, ARN y/o proteínas son efectores clave en estos procesos y funcionan regulando positiva o negativamente el nivel y la función de proteínas específicas en una célula.  Y, si bien los factores de transcripción que se unen al ADN proporcionan un mecanismo para el control específico de las respuestas celulares, también es poco probable un modelo en el que los factores de transcripción que se unen al ADN sean los únicos reguladores de la actividad genética. Por ejemplo, en un estudio sobre la transferencia nuclear de células somáticas, se demostró que las características estables de diferenciación permanecen después de que el núcleo se transfiere a un nuevo entorno celular, lo que sugiere que un mecanismo estable y hereditario de regulación genética estaba involucrado en el mantenimiento del núcleo. Estado diferenciado en ausencia de factores de transcripción de unión al ADN.
Con el descubrimiento de que la metilación del ADN y las modificaciones de las histonas son procesos estables, hereditarios y también reversibles que influyen en la expresión genética sin alterar la estructura primaria del ADN, se proporcionó un mecanismo para la variabilidad observada en la expresión genética celular. Estas modificaciones se denominaron epigenéticas, de epi “encima” del material genético “ADN”. Los mecanismos que rigen las modificaciones epigenéticas son complejos, pero gracias a la llegada de la tecnología de secuenciación de alto rendimiento ahora se comprenden mejor.

## Epigenética
Las modificaciones genómicas que alteran la expresión génica y que no pueden atribuirse a la modificación de la secuencia primaria del ADN y que son hereditarias a través de la  mitosis y de la meiosis se clasifican como modificaciones epigenéticas. La metilación del ADN y la modificación de histonas se encuentran entre los procesos epigenéticos mejor caracterizados.

### Metilación del ADN
La primera modificación epigenética caracterizada en profundidad fue la metilación del ADN. Como su nombre lo indica, la metilación del ADN es el proceso mediante el cual se agrega un grupo metilo al ADN. Las enzimas encargadas de catalizar esta reacción son las ADN metiltransferasas (DNMT). Si bien la metilación del ADN es estable y hereditaria, puede revertirse mediante un grupo antagonista de enzimas conocidas como ADN desmetilasas. En eucariotas, la metilación se encuentra más comúnmente en la posición del carbono 5 de los residuos de citosina (5 mC) adyacentes a la guanina, denominados dinucleótidos CpG. 
Los patrones de metilación del ADN varían mucho entre especies e incluso dentro del mismo organismo. El uso de la metilación entre animales es bastante diferente; los vertebrados exhiben los niveles más altos de 5 mC y los invertebrados niveles más moderados de 5 mC. No se ha demostrado que algunos organismos como Caenorhabditis elegans tengan 5 mC ni una ADN metiltransferasa convencional; esto sugeriría que también están implicados otros mecanismos además de la metilación del ADN.
Dentro de un organismo, los niveles de metilación del ADN también pueden variar a lo largo del desarrollo y según la región. Por ejemplo, en las células germinales primordiales de ratón, incluso se produce una desmetilación de todo el genoma; en la etapa de implantación, los niveles de metilación vuelven a sus valores somáticos anteriores. Cuando la metilación del ADN ocurre en las regiones promotoras, los sitios de inicio de la transcripción, tiene el efecto de reprimir la expresión genética. Esto contrasta con las regiones promotoras no metiladas que están asociadas con genes expresados activamente.
El mecanismo por el cual la metilación del ADN reprime la expresión genética es un proceso de varios pasos. La distinción entre residuos de citosina metilados y no metilados se lleva a cabo mediante proteínas de unión al ADN específicas. La unión de estas proteínas recluta la enzima histona desacetilasa (HDAC) que inicia la remodelación de la cromatina de modo que el ADN se vuelve menos accesible a la maquinaria transcripcional, como la ARN polimerasa, reprimiendo eficazmente la expresión génica. 

### Modificación de histonas
En los eucariotas, el ADN genómico está enrollado en complejos proteína-ADN llamados cromatina. Las histonas, que son el tipo de proteína más frecuente que se encuentra en la cromatina, funcionan para condensar el ADN; la carga neta positiva de las histonas facilita su unión con el ADN, que tiene carga negativa. Las unidades básicas y repetitivas de la cromatina, los nucleosomas, consisten en un octámero de proteínas histonas (H2A, H2B, H3 y H4) y una longitud de 146 pb de ADN enrollado a su alrededor. Los nucleosomas y el ADN que se conectan forman una fibra de cromatina de 10 nm de diámetro, que puede condensarse aún más.
El empaquetamiento de cromatina del ADN varía según la etapa del ciclo celular y la región local del ADN.  El grado de condensación de la cromatina está asociado a un determinado estado transcripcional. La cromatina suelta o no empaquetada es más activa transcripcionalmente que la cromatina empaquetada estrechamente porque es más accesible a la maquinaria transcripcional. Al remodelar la estructura de la cromatina y cambiar la densidad del empaquetado del ADN, se puede modular la expresión genética.
"La remodelación de la cromatina se produce mediante modificaciones postraduccionales de las colas N-terminales de las proteínas histonas centrales".  El conjunto colectivo de modificaciones de histonas en una célula determinada se conoce como código de histonas. Se conocen muchos tipos diferentes de modificación de histonas, que incluyen: acetilación, metilación, fosforilación, ubiquitinación, SUMOilación, ADP-ribosilación, desaminación e isomerización de prolina; la acetilación, metilación, fosforilación y ubiquitinación se han implicado en la activación genética, mientras que la metilación, ubiquitinación, SUMOilación, deiminación e isomerización de prolina se han implicado en la represión genética. Tenga en cuenta que varios tipos de modificación, incluidas la metilación, la fosforilación y la ubiquitinación, pueden asociarse con diferentes estados transcripcionales dependiendo del aminoácido específico de la histona que se modifica. Además, la región del ADN donde se produce la modificación de las histonas también puede provocar diferentes efectos; un ejemplo es la metilación de la histona del tercer núcleo en el residuo de lisina 36 (H3K36). Cuando H3K36 aparece en las secciones codificantes de un gen, se asocia con la activación del gen, pero ocurre lo contrario cuando está dentro de la región promotora.
Las modificaciones de las histonas regulan la expresión génica mediante dos mecanismos: mediante la interrupción del contacto entre los nucleosomas y mediante el reclutamiento de ATPasas remodeladoras de la cromatina. Un ejemplo del primer mecanismo ocurre durante la acetilación de los aminoácidos de la cola terminal de lisina, que es catalizada por histonas acetiltransferasas (HAT). Los HAT son parte de un complejo multiproteico que se recluta en la cromatina cuando los activadores se unen a los sitios de unión del ADN. La acetilación neutraliza eficazmente la carga básica de la lisina, que participaba en la estabilización de la cromatina a través de su afinidad por el ADN cargado negativamente. Por tanto, las histonas acetiladas favorecen la disociación de los nucleosomas y, por tanto, puede producirse un desenrollado de la cromatina. En un estado de cromatina suelta, el ADN es más accesible a la maquinaria transcripcional y, por tanto, se activa la expresión. El proceso se puede revertir mediante la eliminación de los grupos acetilo de histonas mediante desacetilasas. 
El segundo proceso implica el reclutamiento de complejos de remodelación de la cromatina mediante la unión de moléculas activadoras a las regiones potenciadoras correspondientes. Los complejos de remodelación de nucleosomas reposicionan los nucleosomas mediante varios mecanismos, permitiendo o inhabilitando la accesibilidad de la maquinaria transcripcional al ADN. El complejo proteico SWI/SNF de la levadura es un ejemplo de un complejo de remodelación de la cromatina que regula la expresión de muchos genes mediante la remodelación de la cromatina. 

## Relación con otros campos genómicos
La epigenómica comparte muchos puntos en común con otros campos de la genómica, tanto en metodología como en su propósito abstracto. La epigenómica busca identificar y caracterizar modificaciones epigenéticas a nivel global, similar al estudio del conjunto completo de ADN en genómica o del conjunto completo de proteínas de una célula en proteómica.   La lógica detrás de la realización de análisis epigenéticos a nivel global es que se pueden hacer inferencias sobre modificaciones epigenéticas, que de otro modo no serían posibles mediante el análisis de loci específicos.  Como en otros campos de la genómica, la epigenómica se basa en gran medida en la bioinformática, que combina las disciplinas de la biología, las matemáticas y la informática.  Sin embargo, si bien las modificaciones epigenéticas se conocen y estudian desde hace décadas, es a través de estos avances en la tecnología bioinformática que han permitido análisis a escala global. Muchas técnicas actuales todavía se basan en métodos más antiguos y, a menudo, los adaptan a ensayos genómicos, como se describe en la siguiente sección.

## Métodos

### Ensayos de modificación de histonas.
Los procesos celulares de transcripción, replicación del ADN y reparación del ADN implican la interacción entre el ADN genómico y las proteínas nucleares. Se sabía que ciertas regiones dentro de la cromatina eran extremadamente susceptibles a la digestión con ADNasa I, que escinde el ADN con una especificidad de secuencia baja. Se pensaba que estos sitios hipersensibles eran regiones transcripcionalmente activas, como lo demuestra su asociación con la ARN polimerasa y las topoisomerasas I y II.
Ahora se sabe que la sensibilidad a las regiones ADNasa I corresponde a regiones de cromatina con una asociación débil entre ADN e histonas. Los sitios hipersensibles suelen representar regiones promotoras, que requieren que el ADN sea accesible para que funcione la maquinaria transcripcional de unión al ADN. 

#### Chip-Chip y ChIP-Seq
La modificación de histonas se detectó por primera vez a nivel de todo el genoma mediante el acoplamiento de la tecnología de inmunoprecipitación de cromatina (ChIP) con micromatrices de ADN, denominadas ChIP-Chip. Sin embargo, en lugar de aislar un factor de transcripción de unión al ADN o una proteína potenciadora mediante inmunoprecipitación de cromatina, las proteínas de interés son las propias histonas modificadas. En primer lugar, las histonas se entrecruzan con el ADN in vivo mediante un tratamiento químico ligero (por ejemplo, formaldehído). A continuación, las células se lisan, lo que permite extraer y fragmentar la cromatina, ya sea mediante sonicación o tratamiento con una enzima de restricción no específica (por ejemplo, nucleasa microcócica). A su vez, los anticuerpos específicos de modificación se utilizan para inmunoprecipitar los complejos de ADN e histonas. Después de la inmunoprecipitación, el ADN se purifica a partir de histonas, se amplifica mediante PCR y se marca con una etiqueta fluorescente (por ejemplo, Cy5, Cy3). El paso final implica la hibridación de ADN marcado, tanto inmunoprecipitado como no inmunoprecipitado, en un microarray que contiene ADNg inmovilizado. El análisis de la intensidad relativa de la señal permite determinar los sitios de modificación de las histonas.  
ChIP-chip se utilizó ampliamente para caracterizar los patrones globales de modificación de histonas de la levadura. A partir de estos estudios, se hicieron inferencias sobre la función de las modificaciones de las histonas; que la activación o represión transcripcional se asoció con ciertas modificaciones de histonas y por región. Si bien este método fue eficaz al proporcionar una cobertura casi completa del epigenoma de la levadura, su uso en genomas más grandes, como el de los humanos, es limitado.
Para estudiar las modificaciones de las histonas a un nivel verdaderamente genómico, se combinaron otros métodos de alto rendimiento con la inmunoprecipitación de cromatina, a saber: SAGE: análisis en serie de la expresión génica (ChIP-SAGE), PET: secuenciación de etiquetas de extremos emparejados (ChIP-PET) y más recientemente, secuenciación de próxima generación (ChIP-Seq). ChIP-seq sigue el mismo protocolo para la inmunoprecipitación de cromatina, pero en lugar de amplificar el ADN purificado e hibridarlo en un microarray, los fragmentos de ADN se secuencian directamente mediante resecuenciación paralela de próxima generación. Ha demostrado ser un método eficaz para analizar los patrones globales de modificación de histonas y los sitios diana de proteínas, proporcionando una resolución más alta que los métodos anteriores. 

### Ensayos de metilación del ADN
Las técnicas para caracterizar secuencias primarias de ADN no se pudieron aplicar directamente a los ensayos de metilación. Por ejemplo, cuando se amplificaba el ADN mediante PCR o técnicas de clonación bacteriana, el patrón de metilación no se copiaba y, por tanto, se perdía la información. La técnica de hibridación de ADN utilizada en los ensayos de ADN, en la que se utilizaron sondas radiactivas para mapear e identificar secuencias de ADN, no se pudo utilizar para distinguir entre ADN metilado y no metilado.

#### Métodos basados en endonucleasas de restricción.

##### Enfoques que no abarcan todo el genoma
Los primeros ensayos de detección de metilación utilizaron endonucleasas de restricción sensibles a la modificación de la metilación. El ADN genómico se digirió con enzimas de restricción sensibles e insensibles a la metilación que reconocían el mismo sitio de restricción. La idea es que siempre que el sitio estuviera metilado, solo la enzima insensible a la metilación podría escindirse en esa posición. Al comparar los tamaños de los fragmentos de restricción generados a partir de la enzima sensible a la metilación con los de la enzima insensible a la metilación, fue posible determinar el patrón de metilación de la región. Este paso de análisis se realizó amplificando los fragmentos de restricción mediante PCR, separándolos mediante electroforesis en gel y analizándolos mediante transferencia Southern con sondas para la región de interés.
Esta técnica se utilizó para comparar los patrones de modificación de la metilación del ADN en los loci del gen de la hemoglobina y del adulto humano. Se sabía que diferentes regiones del gen (gamma delta beta globina) se expresaban en diferentes etapas de desarrollo.  De acuerdo con el papel de la metilación del ADN en la represión genética, las regiones que estaban asociadas con altos niveles de metilación del ADN no se expresaron activamente.
Este método se limitó a no ser adecuado para estudios sobre el patrón de metilación global, o "metiloma". Incluso dentro de loci específicos, no era completamente representativo del verdadero patrón de metilación, ya que solo aquellos sitios de restricción con los correspondientes ensayos de restricción sensibles e insensibles a la metilación podían proporcionar información útil. Podrían surgir más complicaciones cuando la digestión incompleta del ADN mediante enzimas de restricción generara resultados falsos negativos.

##### Enfoques de todo el genoma
La elaboración de perfiles de metilación del ADN a gran escala fue posible por primera vez mediante la técnica de escaneo del genoma de puntos de referencia de restricción (RLGS). Al igual que el ensayo de metilación del ADN específico del locus, la técnica identificó el ADN metilado a través de sus enzimas sensibles a la metilación de la digestión. Sin embargo, fue el uso de electroforesis en gel bidimensional lo que permitió caracterizarlo a una escala más amplia.
Sin embargo, no fue hasta la llegada de los microarrays y la tecnología de secuenciación de próxima generación cuando se hizo posible la metilación del ADN en todo el genoma y una resolución verdaderamente alta. Al igual que con RLGS, el componente endonucleasa se conserva en el método pero se acopla a nuevas tecnologías. Uno de esos enfoques es la hibridación por metilación diferencial (DMH), en la que un conjunto de ADN genómico se digiere con enzimas de restricción sensibles a la metilación y un conjunto paralelo de ADN no se digiere. Posteriormente, ambos conjuntos de ADN se amplifican y cada uno se marca con tintes fluorescentes y se utilizan en una hibridación de matriz de dos colores. El nivel de metilación del ADN en un loci determinado está determinado por las relaciones de intensidad relativas de los dos tintes. La adaptación de la secuenciación de próxima generación al ensayo de metilación del ADN proporciona varias ventajas sobre la hibridación en matriz. La tecnología basada en secuencias proporciona una mayor resolución para la metilación del ADN específica de alelos, se puede realizar en genomas más grandes y no requiere la creación de micromatrices de ADN que requieren ajustes basados en la densidad de CpG para funcionar correctamente.

#### Secuenciación de bisulfito
La secuenciación con bisulfito se basa exclusivamente en la conversión química de citosinas no metiladas, de modo que puedan identificarse mediante técnicas estándar de secuenciación de ADN. El tratamiento alcalino y con bisulfato de sodio logra esto convirtiendo los residuos de citosina no metilados en uracilo y dejando la citosina metilada inalterada. La amplificación y secuenciación posteriores del ADN no tratado y del ADN tratado con bisulfito de sodio permiten identificar los sitios metilados. La secuenciación con bisulfito, al igual que los métodos tradicionales basados en restricción, estuvo históricamente limitada a patrones de metilación de loci genéticos específicos, hasta que estuvieron disponibles tecnologías de secuenciación del genoma completo. Sin embargo, a diferencia de los métodos tradicionales basados en restricción, la secuenciación con bisulfito proporcionó resolución a nivel de nucleótidos.
Las limitaciones de la técnica del bisulfito incluyen la conversión incompleta de citosina en uracilo, que es una fuente de falsos positivos. Además, el tratamiento con bisulfito también provoca la degradación del ADN y requiere un paso de purificación adicional para eliminar el bisulfito de sodio.
"La secuenciación de próxima generación es muy adecuada para complementar la secuenciación con bisulfito en el análisis de metilación de todo el genoma". Si bien esto ahora permite determinar el patrón de metilación con la resolución más alta posible, a nivel de un solo nucleótido, aún persisten desafíos en el paso de ensamblaje debido a la complejidad reducida de la secuencia en el ADN tratado con bisulfito. Los aumentos en la longitud de lectura buscan abordar este desafío, permitiendo realizar la secuenciación de bisulfito de escopeta (WGBS) del genoma completo. El enfoque WGBS utiliza una plataforma Illumina Genome Analyzer y ya se ha implementado en Arabidopsis thaliana. También existen métodos genómicos de representación reducida basados en la secuenciación con bisulfito y son particularmente adecuados para especies con genomas de gran tamaño.

### Ensayos de accesibilidad a la cromatina
La accesibilidad a la cromatina es la medida de cuán "accesible" o "abierta" es una región del genoma a la transcripción o unión de factores de transcripción. Las regiones que son inaccesibles (por estar unidas por nucleosomas) no son transcritas activamente por la célula, mientras que las regiones abiertas y accesibles sí lo son. Los cambios en la accesibilidad a la cromatina son importantes procesos reguladores epigenéticos que gobiernan la expresión de genes específica de la célula o del contexto. Ensayos como MNase-seq, DNase-seq, ATAC-seq o FAIRE-seq se utilizan habitualmente para comprender el panorama de cromatina accesible de las células. La característica principal de todos estos métodos es que son capaces de aislar selectivamente las secuencias de ADN que están unidas a las histonas o las que no. Luego, estas secuencias se comparan con un genoma de referencia que permite identificar su posición relativa.
Tanto MNase-seq como DNase-seq siguen los mismos principios, ya que emplean enzimas líticas que se dirigen a los ácidos nucleicos para cortar las hebras de ADN no unidas por nucleosomas u otros factores proteicos, mientras que las piezas unidas están protegidas y pueden recuperarse y analizarse. Dado que las regiones activas no unidas se destruyen, su detección solo puede ser indirecta, mediante la secuenciación con una técnica de secuenciación de próxima generación y la comparación con una referencia. MNase-seq utiliza una nucleasa microcócica que produce una escisión de una sola hebra en la hebra opuesta de la secuencia objetivo. DNase-seq emplea DNase I, una endonucleasa de escisión de doble hebra no específica. Esta técnica se ha utilizado hasta tal punto que las regiones libres de nucleosomas se han etiquetado como DHS, sitios hipersensibles a la ADNasa I, y ha sido el método de elección del consorcio ENCODE para los análisis de accesibilidad de la cromatina en todo el genoma. El principal problema de esta técnica es que la distribución de escisión puede estar sesgada, reduciendo la calidad de los resultados.
FAIRE-seq (aislamiento de elementos reguladores asistido por formaldehído) requiere como primer paso la reticulación del ADN con nucleosomas y luego el corte del ADN mediante sonicación. Los fragmentos libres y unidos se separan con una extracción tradicional con fenol-cloroformo, ya que la fracción proteica queda atrapada en la interfase, mientras que el ADN no unido pasa a la fase acuosa y puede analizarse con varios métodos. La sonicación produce roturas aleatorias y, por lo tanto, no está sujeta a ningún tipo de sesgo, y además la mayor longitud de los fragmentos (200-700 nt) hace que esta técnica sea adecuada para regiones más amplias, aunque no puede resolver el nucleosoma único. A diferencia de los métodos basados en nucleasas, FAIRE-seq permite la identificación directa de los sitios transcripcionalmente activos y una preparación de muestras menos laboriosa.
ATAC-seq se basa en la actividad de la transposasa Tn5. La transposasa se utiliza para insertar etiquetas en el genoma, con mayor frecuencia en regiones no cubiertas por factores proteicos. Luego, las etiquetas se utilizan como adaptadores para PRC u otras herramientas analíticas.

### Detección directa
La sensibilidad a la polimerasa en la secuenciación en tiempo real de una sola molécula hizo posible que los científicos detectaran directamente marcas epigenéticas como la metilación a medida que la polimerasa se mueve a lo largo de la molécula de ADN que se está secuenciando. Varios proyectos han demostrado la capacidad de recopilar datos epigenéticos de todo el genoma de bacterias.
La secuenciación de nanoporos se basa en cambios de las señales de corriente electrolítica según modificaciones de bases (por ejemplo, metilación). Una polimerasa media la entrada de ssDNA en el poro: la variación de la corriente iónica es modulada por una sección del poro y la diferencia generada en consecuencia se registra revelando la posición de CpG. La discriminación entre hidroximetilación y metilación es posible gracias a los nanoporos de estado sólido, incluso si la corriente que pasa a través de la región de alto campo del poro puede verse ligeramente influenciada en ella. Como referencia se utiliza ADN amplificado que no presentará sitios metilados copiados después del proceso de PCR. El secuenciador MinION de Oxford Nanopore Technologies es una tecnología donde, según un modelo oculto de Markov, es posible distinguir la citosina no metilada de la metilada incluso sin un tratamiento químico que actúe para potenciar la señal de esa modificación. Los datos se registran comúnmente en picoamperios durante el tiempo establecido. Otros dispositivos son Nanopolish y SignaAlign: el primero expresa la frecuencia de una metilación en una lectura, mientras que el segundo da una probabilidad derivada de la suma de todas las lecturas.
La secuenciación en tiempo real de una sola molécula (SMRT) es un método de secuenciación de ADN de una sola molécula. La secuenciación en tiempo real de una sola molécula utiliza una guía de ondas de modo cero (ZMW). Una única enzima ADN polimerasa está unida al fondo de un ZMW con una sola molécula de ADN como plantilla. Cada una de las cuatro bases del ADN está unida a uno de los cuatro tintes fluorescentes diferentes. Cuando la ADN polimerasa incorpora un nucleótido, la etiqueta fluorescente se escinde y el detector detecta la señal fluorescente de la incorporación del nucleótido. A medida que se produce la secuenciación, la cinética de la enzima polimerasa cambia cuando encuentra una región de metilación o cualquier otra modificación de base. Cuando la enzima encuentra bases químicamente modificadas, se ralentizará o acelerará de una manera únicamente identificable. Los pulsos de fluorescencia en la secuenciación SMRT se caracterizan no solo por sus espectros de emisión, sino también por su duración y por el intervalo entre pulsos sucesivos. Estas métricas, definidas como ancho de pulso y duración entre pulsos (IPD), agregan información valiosa sobre la cinética de la ADN polimerasa. El ancho del pulso es una función de todos los pasos cinéticos después de la unión de los nucleótidos y hasta la liberación del fluoróforo, y la IPD está determinada por la cinética de la unión de los nucleótidos y la translocación de la polimerasa.
En 2010, un equipo de científicos demostró el uso de la secuenciación en tiempo real de una sola molécula para la detección directa de nucleótidos modificados en la plantilla de ADN, incluida la N6-metiladenosina, la 5-metilcitosina y la 5-hidroxilcitosina. Estas diversas modificaciones afectan la cinética de la polimerasa de manera diferente, lo que permite la discriminación entre ellas.
En 2017, otro equipo propuso una conversión de bisulfito combinada con secuenciación en tiempo real de una sola molécula de tercera generación, llamada secuenciación de bisulfito en tiempo real de una sola molécula (SMRT-BS), que es un método de análisis de metilación de CpG dirigido y preciso capaz de un alto grado de multiplicación y longitudes de lectura largas (1,5 kb) sin necesidad de subclonación de amplicones por PCR.

## Enfoques de modelado teórico
Los primeros modelos matemáticos para diferentes estados de nucleosomas que afectan la expresión genética se introdujeron en la década de 1980. Más tarde, esta idea quedó casi olvidada, hasta que la evidencia experimental indicó un posible papel de las modificaciones covalentes de las histonas como código epigenético. En los próximos años, los datos de alto rendimiento han descubierto la abundancia de modificaciones epigenéticas y su relación con el funcionamiento de la cromatina, lo que ha motivado nuevos modelos teóricos para la aparición, el mantenimiento y el cambio de estos patrones. Estos modelos suelen formularse en el marco de enfoques de celosía unidimensional.